# 肩斑狗母鱼
肩斑狗母鱼（学名：Synodus hoshinonis）又名狗母梭、錦鱗蜥魚，为狗母鱼科狗母鱼属的鱼类。分布于印度洋、太平洋以及南海、东海等海域，常见于热带海洋水深10米的海区中，體長可達26公分，為底棲性魚類，生活在沙泥底質海域，屬肉食性，可做為食用魚。该物种的模式产地在日本海。